# Трубка Пито
Тру́бка Пито́ — часть прибора для измерения полного напора текущей жидкости (суспензии) или газа. Названа по имени её изобретателя, французского инженера-гидравлика Анри Пито. 
Представляет собой Г-образную трубку, отверстие ориентируют навстречу потоку жидкости или газа. 
Установившееся в трубке избыточное динамическое давление {\displaystyle p_{d}} приближённо равно:
{\displaystyle p_{d}\approx \xi {\frac {\rho V_{o}^{2}}{2}},}
где {\displaystyle \rho } — плотность движущейся (набегающей) среды;
{\displaystyle V_{o}} — скорость набегающего потока;
{\displaystyle \xi } — некоторый коэффициент близкий к 1.
Откуда скорость потока выражается как:
{\displaystyle V_{o}\approx {\sqrt {\frac {2p_{d}}{\xi \rho }}}.}
Напорная (пневмометрическая, или трубка полного напора) трубка Пито подключается к манометру, по показаниям манометра судят о скорости набегающего потока.

## Применение
В комплекте с дифференциальными манометром применяется при определении относительной скорости и объёмного расхода потока среды в газоходах и вентиляционных системах.
Применяется как часть трубки Прандтля в авиационных приёмниках воздушного давления для одновременного определения скорости и высоты полёта по данным о статическом давлении атмосферы.